# Amazon Cars
Die Amazon Cars Ltd. war ein britischer Hersteller von Cyclecars in London. Von 1921 bis 1922 stellten sie den Amazon her.
Der kleine Wagen besaß einen luftgekühlten Heckmotor von Coventry-Victor mit 9 bhp (6,6 kW) Leistung. Die Motorkraft wurde über ein Dreiganggetriebe von Juckes und Kettenantrieb an die Hinterräder weitergeleitet. Um ihm ein konventionelleres Aussehen zu verleihen, war der Zweisitzer mit einer Kühlerattrappe vorne ausgestattet. Der Verkaufspreis lag bei £ 235. Das Gewicht betrug 343 kg.